# Lindeborgssjön
Lindeborgssjön är en sjö i Karlshamns kommun i Blekinge och ingår i Bräkneån-Mieåns kustområde. Sjön är 3,9 meter djup, har en yta på 0,0448 kvadratkilometer och befinner sig 21 meter över havet. Vid provfiske har abborre, braxen, gädda och sarv fångats i sjön.